# 小叶榄
小叶榄（学名：Canarium parvum）为橄榄科橄榄属的植物。分布在越南中部以及中国大陆的云南等地，生长于海拔120米至700米的地区，常生于湿润山谷杂木林中，目前尚未由人工引种栽培。